# Magerrasen bei Emstadt und Itzaue
Das Naturschutzgebiet Magerrasen bei Emstadt und Itzaue liegt im Landkreis Sonneberg in Thüringen. Es erstreckt sich östlich und nordöstlich von Emstadt und südlich und südwestlich von Almerswind, beide Ortsteile der Stadt Schalkau. Im östlichen Bereich des Gebietes fließt die Itz. Am östlichen, südlichen und westlichen Rand verläuft die Landesgrenze zu Bayern. Südöstlich, auf bayerischem Gebiet im oberfränkischen Landkreis Coburg, schließt sich das 41,85 ha große Naturschutzgebiet Itztal und Effeldertal bei Weißenbrunn vorm Wald an.

## Bedeutung
Das 86,8 ha große Gebiet mit der NSG-Nr. 307 wurde im Jahr 1998 unter Naturschutz gestellt.